# Dylan Everett
Dylan Everett (Toronto, 24 januari 1995) is een Canadees acteur. Hij speelde onder andere de rol van Carl Montclaire in de kinderserie Wingin' It op Nickelodeon.

## Biografie
Everett werd geboren in Toronto, Ontario, Canada. Zijn eerste rol was die van Streeter in de Canadese kinderserie The Doodlebops, gespeeld op tienjarige leeftijd gedurende twee afleveringen. Vervolgens speelde hij rollen in films zoals The Devil's Mercy, Booky, Secret Santa, Everything Is Connected, Breakfast with Scot en For All the Marbles en een gastoptreden in The Dresden Files als Scott Sharpe. Op zijn dertiende speelde hij Big Ben in the Family Channel-serie The Latest Buzz. Hij vertolkte ook Wolfy in de serie Super Why?. Zijn doorbraak kwam in 2009 met How to Be Indie, waarin hij Marlon Parks speelde, in 2010 gevolgd door de Family Channel-serie Wingin' It, waarin hij het hoofdpersonage speelde. In Degrassi: The Next Generation vertolkte Everett tot februari 2013 de rol van Campbell Saunders. Campbell pleegde zelfmoord in de serie.

## Prijzen
| Jaar | Resultaat   | Prijs              | Categorie                                                                          | Programma         |
| ---- | ----------- | ------------------ | ---------------------------------------------------------------------------------- | ----------------- |
| 2008 | Genomineerd | Young Artist Award | Beste gastrol in een televisieserie                                                | The Dresden Files |
| 2009 | Genomineerd | Young Artist Award | Beste prestatie in een feature-film ondersteunend door een jonge acteur (Everett)  | The Devil's Mercy |
| 2009 | Genomineerd | Gemini Award       | Beste prestatie door een acteur in een bijrol in een dramatische of een Mini-Serie | Booky's Crush     |
| 2011 | Genomineerd | Young Artist Award | Beste prestatie door een acteur in een bijrol in een dramatische of een Mini-Serie | Wingin' It        |